# Melanargia calabra
Melanargia calabra är en fjärilsart som beskrevs av Ruggero Verity 1913. Melanargia calabra ingår i släktet Melanargia och familjen praktfjärilar. Inga underarter finns listade i Catalogue of Life.